# لمراحلة (أولاد حدو)
لمراحلة هو دُوَّار يقع بجماعة بني افتح، إقليم تازة، جهة فاس مكناس في المملكة المغربية. ينتمي الدوّار لمشيخة أولاد حدو التي تضم 4 دواوير. يقدر عدد سكانه بـ 1139 نسمة حسب الإحصاء الرسمي للسكان والسكنى لسنة 2004.

## روابط خارجية
- البوابة الوطنية للجماعات الترابية نسخة محفوظة 12 مارس 2018 على موقع واي باك مشين.
- المندوبية السامية للتخطيط